# المدرسة الفلبينية العالمية الثانية
المدرسة الفلبينية العالمية الثانية هي مدرسة فلبينية عالمية تقع في مدينة الرياض في السعودية.

## روابط خارجية
- Second Philippine International School